# A 2005-ös Tour de France résztvevőinek listája
Jelmagyarázat
- DNF – a versenyző nem fejezte be a versenyt
- R – rajtszám
- É – életkor
- H – helyezés

| Discovery Channel DSC        | Discovery Channel DSC | Discovery Channel DSC | Discovery Channel DSC | Discovery Channel DSC |
| ---------------------------- | --------------------- | --------------------- | --------------------- | --------------------- |
| R                            |                       | É                     |                       | H                     |
| 1                            | Lance Armstrong       | 33                    | USA                   | 1                     |
| 2                            | José Azevedo          | 31                    | Portugal              | 30                    |
| 3                            | Manuel Beltrán        | 34                    | Spain                 | DNF                   |
| 4                            | George Hincapie       | 32                    | USA                   | 14                    |
| 5                            | Benjamín Noval        | 26                    | Spain                 | 107                   |
| 6                            | Pavel Padrnos         | 34                    | Czech Republic        | 95                    |
| 7                            | Jaroszlav Popovics    | 25                    | Ukraine               | 12                    |
| 8                            | José Luis Rubiera     | 32                    | Spain                 | 35                    |
| 9                            | Paolo Savoldelli      | 32                    | Italy                 | 25                    |
| Csapatvezető: Johan Bruyneel |                       |                       |                       |                       |

| T-Mobile Team TMO          | T-Mobile Team TMO    | T-Mobile Team TMO | T-Mobile Team TMO | T-Mobile Team TMO |
| -------------------------- | -------------------- | ----------------- | ----------------- | ----------------- |
| R                          |                      | É                 |                   | H                 |
| 11                         | Jan Ullrich          | 31                | Germany           | 3                 |
| 12                         | Giuseppe Guerini     | 35                | Italy             | 20                |
| 13                         | Matthias Kessler     | 26                | Germany           | 57                |
| 14                         | Andreas Klöden       | 30                | Germany           | DNF               |
| 15                         | Daniele Nardello     | 32                | Italy             | 55                |
| 16                         | Stephan Schreck      | 27                | Germany           | 86                |
| 17                         | Óscar Sevilla        | 28                | Spain             | 18                |
| 18                         | Tobias Steinhauser   | 33                | Germany           | 81                |
| 19                         | Alexandre Vinokourov | 31                | Kazakhstan        | 5                 |
| Csapatvezető: Mario Kummer |                      |                   |                   |                   |

| Team CSC CSC              | Team CSC CSC      | Team CSC CSC | Team CSC CSC | Team CSC CSC |
| ------------------------- | ----------------- | ------------ | ------------ | ------------ |
| R                         |                   | É            |              | H            |
| 21                        | Ivan Basso        | 27           | Italy        | 2            |
| 22                        | Kurt Asle Arvesen | 30           | Norway       | 89           |
| 23                        | Bobby Julich      | 33           | USA          | 17           |
| 24                        | Giovanni Lombardi | 36           | Italy        | 118          |
| 25                        | Luke Roberts      | 28           | Australia    | 102          |
| 26                        | Carlos Sastre     | 30           | Spain        | 21           |
| 27                        | Nicki Sørensen    | 30           | Denmark      | 71           |
| 28                        | Jens Voigt        | 33           | Germany      | DNF          |
| 29                        | David Zabriskie   | 26           | USA          | DNF          |
| Csapatvezető: Bjarne Riis |                   |              |              |              |

| Illes Balears-Caisse d'Epargne IBA | Illes Balears-Caisse d'Epargne IBA | Illes Balears-Caisse d'Epargne IBA | Illes Balears-Caisse d'Epargne IBA | Illes Balears-Caisse d'Epargne IBA |
| ---------------------------------- | ---------------------------------- | ---------------------------------- | ---------------------------------- | ---------------------------------- |
| R                                  |                                    | É                                  |                                    | H                                  |
| 31                                 | Francisco Mancebo                  | 29                                 | Spain                              | 4                                  |
| 32                                 | José Luis Arrieta                  | 34                                 | Spain                              | 74                                 |
| 33                                 | David Arroyo                       | 25                                 | Spain                              | 53                                 |
| 34                                 | Daniel Becke                       | 27                                 | Germany                            | 152                                |
| 35                                 | Isaac Gálvez                       | 30                                 | Spain                              | DNF                                |
| 36                                 | Vicente García Acosta              | 32                                 | Spain                              | 148                                |
| 37                                 | Vladimir Karpets                   | 24                                 | Russia                             | 50                                 |
| 38                                 | Alejandro Valverde                 | 25                                 | Spain                              | DNF                                |
| 39                                 | Xabier Zandio                      | 28                                 | Spain                              | 22                                 |
| Csapatvezető: Eusebio Unzué        |                                    |                                    |                                    |                                    |

| Davitamon-Lotto DVL         | Davitamon-Lotto DVL | Davitamon-Lotto DVL | Davitamon-Lotto DVL | Davitamon-Lotto DVL |
| --------------------------- | ------------------- | ------------------- | ------------------- | ------------------- |
| R                           |                     | É                   |                     | H                   |
| 41                          | Robbie McEwen       | 33                  | Australia           | 134                 |
| 42                          | Mario Aerts         | 30                  | Belgium             | 112                 |
| 43                          | Christophe Brandt   | 28                  | Belgium             | 56                  |
| 44                          | Cadel Evans         | 28                  | Australia           | 8                   |
| 45                          | Axel Merckx         | 32                  | Belgium             | 39                  |
| 46                          | Fred Rodriguez      | 31                  | USA                 | 132                 |
| 47                          | Léon van Bon        | 33                  | Netherlands         | DNF                 |
| 48                          | Johan Van Summeren  | 24                  | Belgium             | 136                 |
| 49                          | Wim Vansevenant     | 33                  | Belgium             | 154                 |
| Csapatvezető: Marc Sergeant |                     |                     |                     |                     |

| Rabobank RAB                                | Rabobank RAB      | Rabobank RAB | Rabobank RAB | Rabobank RAB |
| ------------------------------------------- | ----------------- | ------------ | ------------ | ------------ |
| R                                           |                   | É            |              | H            |
| 51                                          | Gyenyisz Menysov  | 27           | Russia       | 85           |
| 52                                          | Michael Boogerd   | 33           | Netherlands  | 24           |
| 53                                          | Erik Dekker       | 34           | Netherlands  | 109          |
| 54                                          | Karsten Kroon     | 29           | Netherlands  | 135          |
| 55                                          | Gerben Löwik      | 28           | Netherlands  | DNF          |
| 56                                          | Joost Posthuma    | 24           | Netherlands  | 83           |
| 57                                          | Michael Rasmussen | 31           | Denmark      | 7            |
| 58                                          | Marc Wauters      | 36           | Belgium      | 140          |
| 59                                          | Pieter Weening    | 24           | Netherlands  | 72           |
| Csapatvezetők: Erik Breukink, Frank Maassen |                   |              |              |              |

| Phonak PHO                | Phonak PHO             | Phonak PHO | Phonak PHO   | Phonak PHO |
| ------------------------- | ---------------------- | ---------- | ------------ | ---------- |
| R                         |                        | É          |              | H          |
| 61                        | Santiago Botero        | 32         | Colombia     | 51         |
| 62                        | Bert Grabsch           | 30         | Germany      | 103        |
| 63                        | José Enrique Gutiérrez | 27         | Spain        | 49         |
| 64                        | Robert Hunter          | 28         | South Africa | DNF        |
| 65                        | Nicolas Jalabert       | 32         | France       | 138        |
| 66                        | Floyd Landis           | 29         | USA          | 9          |
| 67                        | Alexandre Moos         | 32         | Switzerland  | 42         |
| 68                        | Óscar Pereiro          | 27         | Spain        | 10         |
| 69                        | Steve Zampieri         | 28         | Switzerland  | DNF        |
| Csapatvezető: Álvaro Pino |                        |            |              |            |

| Fassa Bortolo FAS                | Fassa Bortolo FAS   | Fassa Bortolo FAS | Fassa Bortolo FAS | Fassa Bortolo FAS |
| -------------------------------- | ------------------- | ----------------- | ----------------- | ----------------- |
| R                                |                     | É                 |                   | H                 |
| 71                               | Fabian Cancellara   | 24                | Switzerland       | 128               |
| 72                               | Lorenzo Bernucci    | 25                | Italy             | 62                |
| 73                               | Claudio Corioni     | 22                | Italy             | DNF               |
| 74                               | Mauro Facci         | 23                | Italy             | 144               |
| 75                               | Juan Antonio Flecha | 27                | Spain             | 73                |
| 76                               | Dario Frigo         | 31                | Italy             | DNF               |
| 77                               | Massimo Giunti      | 30                | Italy             | 80                |
| 78                               | Volodymyr Hustov    | 28                | Ukraine           | 104               |
| 79                               | Kim Kirchen         | 27                | Luxembourg        | DNF               |
| Csapatvezető: Giancarlo Ferretti |                     |                   |                   |                   |

| Saunier Duval-Prodir SDV | Saunier Duval-Prodir SDV | Saunier Duval-Prodir SDV | Saunier Duval-Prodir SDV | Saunier Duval-Prodir SDV |
| ------------------------ | ------------------------ | ------------------------ | ------------------------ | ------------------------ |
| R                        |                          | É                        |                          | H                        |
| 81                       | Juan Manuel Gárate       | 29                       | Spain                    | 66                       |
| 82                       | Rubens Bertogliati       | 26                       | Switzerland              | 92                       |
| 83                       | David Cañada             | 30                       | Spain                    | 63                       |
| 84                       | Nicolas Fritsch          | 26                       | France                   | DNF                      |
| 85                       | Jose Angel Gómez         | 25                       | Spain                    | DNF                      |
| 86                       | Christopher Horner       | 33                       | USA                      | 33                       |
| 87                       | Leonardo Piepoli         | 33                       | Italy                    | 23                       |
| 88                       | Manuel Quinziato         | 25                       | Italy                    | 131                      |
| 89                       | Constantino Zaballa      | 27                       | Spain                    | DNF                      |
| Csapatvezető: Matxin     |                          |                          |                          |                          |

| Liberty Seguros-Würth Team LSW | Liberty Seguros-Würth Team LSW | Liberty Seguros-Würth Team LSW | Liberty Seguros-Würth Team LSW | Liberty Seguros-Würth Team LSW |
| ------------------------------ | ------------------------------ | ------------------------------ | ------------------------------ | ------------------------------ |
| R                              |                                | É                              |                                | H                              |
| 91                             | Roberto Heras                  | 31                             | Spain                          | 45                             |
| 92                             | Joseba Beloki                  | 31                             | Spain                          | 75                             |
| 93                             | Alberto Contador               | 22                             | Spain                          | 31                             |
| 94                             | Allan Davis                    | 24                             | Australia                      | 84                             |
| 95                             | Igor González de Galdeano      | 31                             | Spain                          | DNF                            |
| 96                             | Jörg Jaksche                   | 28                             | Germany                        | 16                             |
| 97                             | Luis Sanchez                   | 21                             | Spain                          | 108                            |
| 98                             | Marcos Serrano                 | 32                             | Spain                          | 40                             |
| 99                             | Angel Vicioso                  | 28                             | Spain                          | 64                             |
| Csapatvezető: Manolo Sáiz      |                                |                                |                                |                                |

| Crédit Agricole C.A.       | Crédit Agricole C.A. | Crédit Agricole C.A. | Crédit Agricole C.A. | Crédit Agricole C.A. |
| -------------------------- | -------------------- | -------------------- | -------------------- | -------------------- |
| R                          |                      | É                    |                      | H                    |
| 101                        | Christophe Moreau    | 34                   | France               | 11                   |
| 102                        | Bodrogi László       | 28                   | Hungary              | 119                  |
| 103                        | Pietro Caucchioli    | 29                   | Italy                | 36                   |
| 104                        | Patrice Halgand      | 31                   | France               | 52                   |
| 105                        | Sébastien Hinault    | 31                   | France               | 115                  |
| 106                        | Thor Hushovd         | 27                   | Norway               | 116                  |
| 107                        | Sébastien Joly       | 26                   | France               | 106                  |
| 108                        | Andrey Kashechkin    | 25                   | Kazakhstan           | 19                   |
| 109                        | Jaan Kirsipuu        | 36                   | Estonia              | DNF                  |
| Csapatvezető: Roger Legeay |                      |                      |                      |                      |

| Liquigas-Bianchi LIQ          | Liquigas-Bianchi LIQ | Liquigas-Bianchi LIQ | Liquigas-Bianchi LIQ | Liquigas-Bianchi LIQ |
| ----------------------------- | -------------------- | -------------------- | -------------------- | -------------------- |
| R                             |                      | É                    |                      | H                    |
| 111                           | Stefano Garzelli     | 32                   | Italy                | 32                   |
| 112                           | Michael Albasini     | 24                   | Switzerland          | 145                  |
| 113                           | Magnus Bäckstedt     | 30                   | Sweden               | DNF                  |
| 114                           | Kjell Carlström      | 28                   | Finland              | 141                  |
| 115                           | Dario Cioni          | 30                   | Italy                | 54                   |
| 116                           | Mauro Gerosa         | 30                   | Italy                | 137                  |
| 117                           | Marcus Ljungqvist    | 30                   | Sweden               | 125                  |
| 118                           | Luciano Pagliarini   | 27                   | Brazil               | DNF                  |
| 119                           | Franco Pellizotti    | 27                   | Italy                | 47                   |
| Csapatvezető: Stefano Zanatta |                      |                      |                      |                      |

| Cofidis COF                          | Cofidis COF      | Cofidis COF | Cofidis COF | Cofidis COF |
| ------------------------------------ | ---------------- | ----------- | ----------- | ----------- |
| R                                    |                  | É           |             | H           |
| 121                                  | Stuart O’Grady   | 31          | Australia   | 77          |
| 122                                  | Stéphane Augé    | 30          | France      | 121         |
| 123                                  | Frédéric Bessy   | 33          | France      | 129         |
| 124                                  | Sylvain Chavanel | 26          | France      | 58          |
| 125                                  | Thierry Marichal | 32          | Belgium     | 127         |
| 126                                  | David Moncoutié  | 30          | France      | 67          |
| 127                                  | Janek Tombak     | 29          | Estonia     | 153         |
| 128                                  | Cédric Vasseur   | 34          | France      | 44          |
| 129                                  | Matt White       | 31          | Australia   | 123         |
| Csapatvezető: Francis Van Londersele |                  |             |             |             |

| Quick-Step QST                | Quick-Step QST     | Quick-Step QST | Quick-Step QST | Quick-Step QST |
| ----------------------------- | ------------------ | -------------- | -------------- | -------------- |
| R                             |                    | É              |                | H              |
| 131                           | Tom Boonen         | 24             | Belgium        | DNF            |
| 132                           | Wilfried Cretskens | 29             | Belgium        | DNF            |
| 133                           | Kevin Hulsmans     | 27             | Belgium        | DNF            |
| 134                           | Servais Knaven     | 34             | Netherlands    | 149            |
| 135                           | Michael Rogers     | 25             | Australia      | 41             |
| 136                           | Patrik Sinkewitz   | 24             | Germany        | 59             |
| 137                           | Bram Tankink       | 26             | Netherlands    | 111            |
| 138                           | Guido Trentin      | 32             | USA            | 139            |
| 139                           | Stefano Zanini     | 36             | Italy          | DNF            |
| Csapatvezető: Patrick Lefèvre |                    |                |                |                |

| Bouygues Télécom BLT            | Bouygues Télécom BLT | Bouygues Télécom BLT | Bouygues Télécom BLT | Bouygues Télécom BLT |
| ------------------------------- | -------------------- | -------------------- | -------------------- | -------------------- |
| R                               |                      | É                    |                      | H                    |
| 141                             | Didier Rous          | 34                   | France               | 82                   |
| 142                             | Walter Bénéteau      | 32                   | France               | 68                   |
| 143                             | Laurent Brochard     | 37                   | France               | 28                   |
| 144                             | Pierrick Fédrigo     | 26                   | France               | 46                   |
| 145                             | Anthony Geslin       | 25                   | France               | 97                   |
| 146                             | Laurent Lefèvre      | 29                   | France               | 117                  |
| 147                             | Jérôme Pineau        | 25                   | France               | 43                   |
| 148                             | Matthieu Sprick      | 23                   | France               | 120                  |
| 149                             | Thomas Voeckler      | 26                   | France               | 124                  |
| Csapatvezető: Dominique Arnould |                      |                      |                      |                      |

| Lampre-Caffita LAM              | Lampre-Caffita LAM     | Lampre-Caffita LAM | Lampre-Caffita LAM | Lampre-Caffita LAM |
| ------------------------------- | ---------------------- | ------------------ | ------------------ | ------------------ |
| R                               |                        | É                  |                    | H                  |
| 151                             | Eddy Mazzoleni         | 31                 | Italy              | 13                 |
| 152                             | Gianluca Bortolami     | 36                 | Italy              | DNF                |
| 153                             | Salvatore Commesso     | 30                 | Italy              | 101                |
| 154                             | Gerrit Glomser         | 30                 | Austria            | DNF                |
| 155                             | David Loosli           | 25                 | Switzerland        | 99                 |
| 156                             | Jevgeni Petrov         | 27                 | Russia             | DNF                |
| 157                             | Daniele Righi          | 29                 | Italy              | 110                |
| 158                             | Alessandro Spezialetti | 30                 | Italy              | DNF                |
| 159                             | Gorazd Stangelj        | 32                 | Slovenia           | 87                 |
| Csapatvezető: Fabrizio Bontempi |                        |                    |                    |                    |

| Team Gerolsteiner GST              | Team Gerolsteiner GST | Team Gerolsteiner GST | Team Gerolsteiner GST | Team Gerolsteiner GST |
| ---------------------------------- | --------------------- | --------------------- | --------------------- | --------------------- |
| R                                  |                       | É                     |                       | H                     |
| 161                                | Georg Totschnig       | 34                    | Austria               | 26                    |
| 162                                | Robert Förster        | 27                    | Germany               | 151                   |
| 163                                | Sebastian Lang        | 25                    | Germany               | 65                    |
| 164                                | Levi Leipheimer       | 31                    | USA                   | 6                     |
| 165                                | Michael Rich          | 35                    | Germany               | 130                   |
| 166                                | Ronny Scholz          | 27                    | Germany               | 91                    |
| 167                                | Fabian Wegmann        | 25                    | Germany               | 79                    |
| 168                                | Peter Wrolich         | 31                    | Austria               | 146                   |
| 169                                | Beat Zberg            | 34                    | Switzerland           | 93                    |
| Csapatvezető: Hans-Michael Holczer |                       |                       |                       |                       |

| Française des Jeux FDJ    | Française des Jeux FDJ | Française des Jeux FDJ | Française des Jeux FDJ | Française des Jeux FDJ |
| ------------------------- | ---------------------- | ---------------------- | ---------------------- | ---------------------- |
| R                         |                        | É                      |                        | H                      |
| 171                       | Bradley McGee          | 29                     | Australia              | 105                    |
| 172                       | Sandy Casar            | 26                     | France                 | 29                     |
| 173                       | Baden Cooke            | 26                     | Australia              | 142                    |
| 174                       | Carlos da Cruz         | 30                     | Spain                  | 76                     |
| 175                       | Bernhard Eisel         | 24                     | Austria                | 143                    |
| 176                       | Philippe Gilbert       | 23                     | Belgium                | 70                     |
| 177                       | Thomas Lövkvist        | 21                     | Sweden                 | 61                     |
| 178                       | Christophe Mengin      | 36                     | France                 | DNF                    |
| 179                       | Francis Mourey         | 24                     | France                 | 94                     |
| Csapatvezető: Marc Madiot |                        |                        |                        |                        |

| Domina Vacanze DOM            | Domina Vacanze DOM    | Domina Vacanze DOM | Domina Vacanze DOM | Domina Vacanze DOM |
| ----------------------------- | --------------------- | ------------------ | ------------------ | ------------------ |
| R                             |                       | É                  |                    | H                  |
| 181                           | Serhiy Honchar        | 35                 | Ukraine            | DNF                |
| 182                           | Alessandro Bertolini  | 33                 | Italy              | 113                |
| 183                           | Alessandro Cortinovis | 27                 | Italy              | 98                 |
| 184                           | Angelo Furlan         | 28                 | Italy              | DNF                |
| 185                           | Andriy Grivko         | 21                 | Ukraine            | 78                 |
| 186                           | Maxim Iglinski        | 24                 | Kazakhstan         | 37                 |
| 187                           | Jörg Ludewig          | 29                 | Germany            | 38                 |
| 188                           | Rafael Noeritdinov    | 28                 | Uzbekistan         | 147                |
| 189                           | Alessandro Vanotti    | 24                 | Italy              | 133                |
| Csapatvezető: Vittorio Algeri |                       |                    |                    |                    |

| Euskaltel-Euskadi EUS        | Euskaltel-Euskadi EUS | Euskaltel-Euskadi EUS | Euskaltel-Euskadi EUS | Euskaltel-Euskadi EUS |
| ---------------------------- | --------------------- | --------------------- | --------------------- | --------------------- |
| R                            |                       | É                     |                       | H                     |
| 191                          | Iban Mayo             | 27                    | Spain                 | 60                    |
| 192                          | Iker Camaño           | 26                    | Spain                 | 69                    |
| 193                          | Unai Etxebarría       | 32                    | Venezuela             | 150                   |
| 194                          | Íker Flores           | 28                    | Spain                 | 155                   |
| 195                          | David Herrero         | 25                    | Spain                 | DNF                   |
| 196                          | Iñaki Isasi           | 28                    | Spain                 | 122                   |
| 197                          | Íñigo Landaluze       | 28                    | Spain                 | 100                   |
| 198                          | Egoi Martínez         | 27                    | Spain                 | 48                    |
| 199                          | Haimar Zubeldia       | 28                    | Spain                 | 15                    |
| Csapatvezető: Julián Gorospe |                       |                       |                       |                       |

| AG2R Prévoyance A2R          | AG2R Prévoyance A2R | AG2R Prévoyance A2R | AG2R Prévoyance A2R | AG2R Prévoyance A2R |
| ---------------------------- | ------------------- | ------------------- | ------------------- | ------------------- |
| R                            |                     | É                   |                     | H                   |
| 201                          | Jean-Patrick Nazon  | 28                  | France              | DNF                 |
| 202                          | Míkel Astarloza     | 25                  | Spain               | 27                  |
| 203                          | Sylvain Calzati     | 26                  | France              | DNF                 |
| 204                          | Samuel Dumoulin     | 24                  | France              | 114                 |
| 205                          | Simon Gerrans       | 25                  | Australia           | 126                 |
| 206                          | Stéphane Goubert    | 35                  | France              | 34                  |
| 207                          | Juri Krivtsov       | 26                  | Ukraine             | 90                  |
| 208                          | Nicolas Portal      | 26                  | France              | 88                  |
| 209                          | Ludovic Turpin      | 30                  | France              | 96                  |
| Csapatvezető: Laurent Biondi |                     |                     |                     |                     |